# Leargybreck
Leargybreck är en by på ön Jura i Argyll and Bute, Skottland. Byn är belägen 4 km från Craighouse. Den har 4 byggnader.